# Radeberger SV
Der Radeberger SV ist ein deutscher Sportverein aus Radeberg im Landkreis Bautzen. Heimstätte der Fußballabteilung ist das Stadion an der Schillerstraße.

## Abteilung Fußball
Der Radeberger SV wurde 1946 als lose Sportgruppe unter der Bezeichnung SG Radeberg gegründet. Die SGR nahm bereits 1947/48 an der Meisterschaft der Landesliga Sachsen Bezirk Dresden teil, damals neben anderen Landesligen in Sachsen die höchste Spielklasse der SBZ. Gegen große Vereine wie die SG Dresden-Friedrichstadt waren die Radeberger in der Saison chancenlos und belegten den letzten Platz.
Ab 1948 vollzog die SG eine Umwandlung zur Betriebssportgemeinschaft (BSG). Die BSG trat mit verschiedenen Trägerbetrieben bis 1990 als Sachsenwerk Radeberg, Motor Radeberg, Rafena Radeberg sowie Robotron Radeberg in Erscheinung. Sportlich stieg Motor Radeberg 1953 in die drittklassige Bezirksliga Dresden auf, welche mit kurzzeitigen Unterbrechungen bis 1981 gehalten wurde. 1960 verpassten die Radeberger mit der Vizemeisterschaft im Bezirk Dresden hinter Chemie Riesa den möglichen Aufstieg zur II. DDR-Liga nur knapp.
1990 erfolgte eine erneute Umbenennung in Radeberger SV. Der RSV (Abt. Fußball) stieg 1990 noch einmal in die Bezirksliga auf, konnte sich aber nicht für die Landesliga Sachsen qualifizieren. In der Saison 2020/21 gelang dem RSV der Aufstieg in die siebtklassige Landesklasse. In der durch die COVID-19-Pandemie abgebrochenen Saison bezwang man erst im Nachrückevefahren des Stadtverbandes Fußball Dresden die SG Weißig, ehe man sich mit 3:2 gegen den FC Sachsen Werdau durchsetzte. Somit stieg der Verein zum ersten Mal seit 26 Jahren aus der Kreisebene auf.

## Statistik
- Teilnahme LL Sachsen (SBZ): 1947/48

## Personen
- Bernd Jakubowski
- Maik Kegel
- Karsten Neitzel
- Hartmut Schade

## Handball
Frauen
- 2017 Sachsenmeister
- 2017 Sachsenpokalsieger
- 2016 Sachsenpokalsieger
- 2018/19 A-Jugendbundesliga